# Gare de Michigan City
La gare de Michigan City est une gare ferroviaire des États-Unis située à Michigan City dans l'État de l'Indiana.

## Histoire
Elle est mise en service en 1981.

## Service des voyageurs

### Accueil
La gare consiste en un abri de quai.

### Desserte
- Ligne d'Amtrak:
  - Le Wolverine: Chicago - Pontiac

Le Wolverine dessert la gare trois fois par jour, une fois vers Chicago et deux fois vers Pontiac.